# Nolina rigida
Nolina rigida är en sparrisväxtart som beskrevs av William Trelease. Nolina rigida ingår i släktet Nolina och familjen sparrisväxter. Inga underarter finns listade i Catalogue of Life.